# أيدينلو
أيدينلو هي قرية في مقاطعة أرومية، إيران. عدد سكان هذه القرية هو 91 في سنة 2006.